# مصرف توفير مشترك

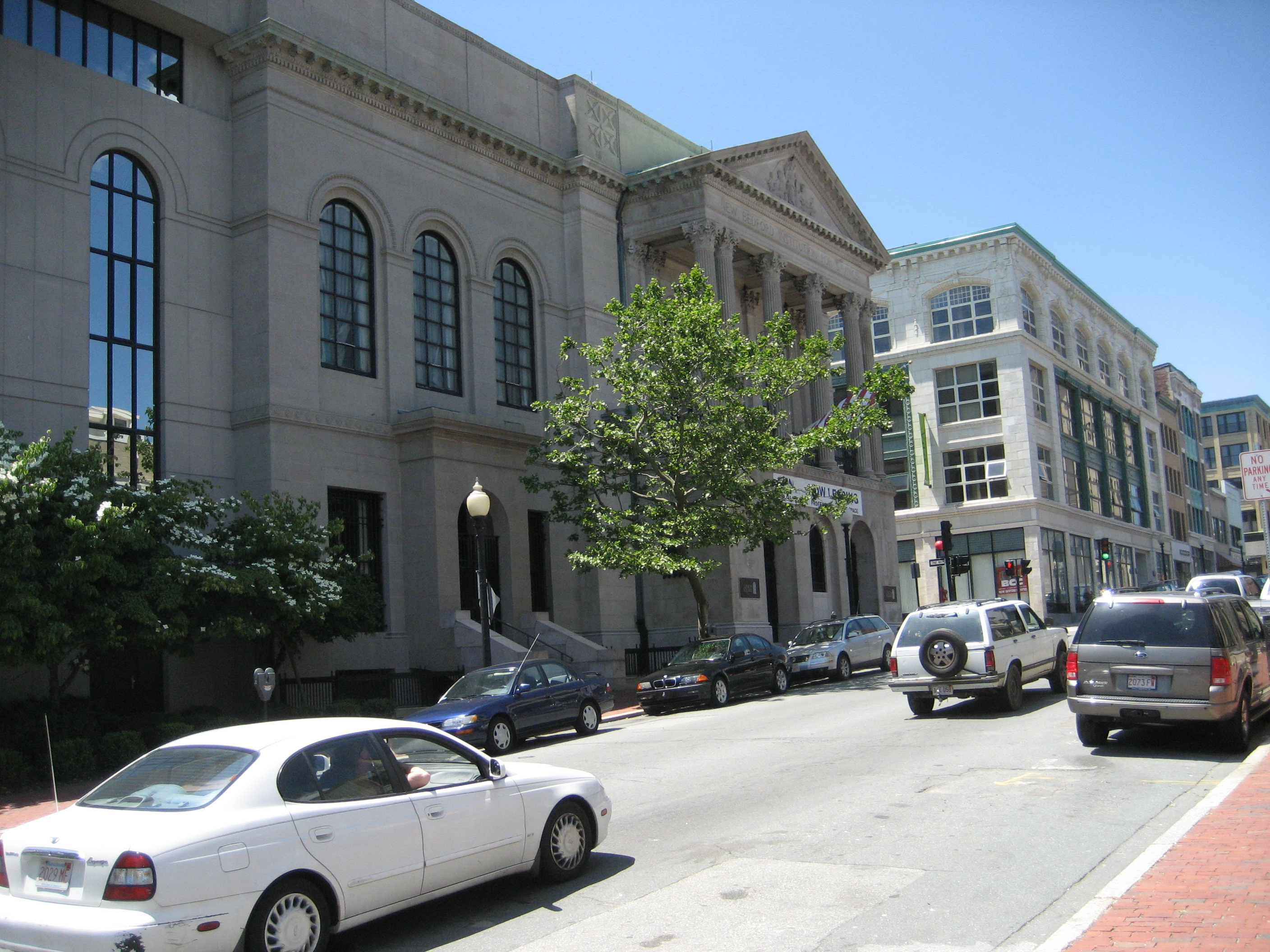
مبنى بنك نيو بيدفورد، ماساتشوستس: مثال على المصارف التعاونية لخدمة التوفير المشترك

مصرف توفير مشترك  في الاقتصاد (بالإنجليزية: mutual savings bank) هو مصرف تنشئه الولاية أو الحكومة يعمل لمصلحة المدخرين، ويعمل بطريقة حذرة آمنة بعيدة عن المغامرة بالأموال، وذلك عن طريق الاستثمارات في العقارات والرهونات والقروض والأسهم والسندات وفي أوراق تجارية أخرى بعيدة عن المضاربة.
يقوم مجاس إدارة أو مجلس أمناء مكون من أعضاء بارزين اقتصاديا موثوق فيهم. ويقوم مجلس الإدارة بتوزيع الأرباح المحققة على المشاركين في الاستثمار بعد خصم المصروفات وجزء المال المخصص للاحتياطي.

## تاريخه
بدأ هذا النوع من مصارف الاستثمار المشترك في اسكتلندا عام 1810 تحت شعار «الادخار والمجتمع الأمين». وقد قام القس دونكان  بتأسيس مصرف صغير بغرض تشجيع الطبقة العاملة على التوفير والادخار. ثم انتشر هذا النوع من المصارف في البلاد الأوروبية والولايات المتحدة الأمريكية حيث تبنته الحكومات المركزية أو حكومات الولايات.

## تطبيقه
يختلف مصرف التوفير المشترك عن المصارف التجارية في كونه ليس مصرف مساهمين، وإنما يعود الربح بكامله بعد حسم النفقات وجزء المال المخصص للاحتياطي على المودعين فيه فقط. ويفضل مصرف التوفير المشترك الاستثمار بطريقة آمنه محافظة، لا تدخلها المجازفة بحيث يقل احتمال ضياع أموال المودعين، حتي انها مرت بفترات الركود العصيبة دون أن تهتز، في الوقت التي افلست فيه بنوكا ادخارية أخرى ومؤسسات مالية تمنح القروض.

## اقرأ أيضا
- استثمار تبادلى
- سند (ورقة مالية)
- تاريخ الاستحقاق
- الدائن
- المدين
- كمبيالة
- ربح السهم المؤجل
- مؤجل
- مستحقات مؤجلة
- ضمان إضافي
- مردود الاستثمار
- الحد الأدنى للعائد
- نظارة الحسابات
- تخصيص الأموال
- حجم الأعمال (اقتصاد)